# June (ban nhạc Ba Lan)
June là một ban nhạc Ba Lan chủ yếu biểu diễn thể loại âm nhạc soul và jazz. Ban nhạc được thành lập vào năm 2008 bởi các nhạc sĩ là Jan Smoczyński, Robert Cichy và Krzysztof Pacan. Cả ba nhạc sĩ đã từng hợp tác với các nghệ sĩ Ba Lan khác như Smolik, Anna Maria Jopek, Michał Urbaniak, Urszula Dudziak, Ania Dąbrowska .

## Giới thiệu

### That's What I Like(2008–2011)
Album đầu tay của ban nhạc tên là That's What I Like được phát hành vào ngày 12 tháng 9 năm 2008. Nữ ca sĩ Kayah đã quyết định phát hành album này thông qua nhãn hiệu Kayax và cô hát với tư cách khách mời trong ca khúc "Be Yourself" . Khách mời khác trong album là nữ ca sĩ Paulina Przybysz (trước đây thuộc nhóm nhạc Sistars) xuất hiện trong ca khúc "No F No L" .
Vào năm 2009, ban nhạc đã được đề cử cho giải thưởng Fryderyk (2009) ở hạng mục Bản thu âm đầu tay của năm .

### July Stars(2011–hiện nay)
Album thứ hai của ban nhạc đó là July Stars được phát hành vào tháng 5 năm 2012 dưới dạng một Album kép. Các ca sĩ khách mời xuất hiện trong album gồm có Urszula Dudziak, Kayah, Kasia Nosowska, Ania Dąbrowska, Aga Zaryan, Mika Urbaniak, Andrzej Dąbrowski, Marcelina Stoszek và Patrycja Gola .
Vào ngày 4 tháng 7 năm 2012, ban nhạc biểu diễn tại Lễ hội Open'er

## Phong cách âm nhạc
Các bài hát của ban nhạc được lấy cảm hứng từ các nghệ sĩ như  N.E.R.D, OutKast, Jill Scott, Lauryn Hill và Erykah Badu .

## Thành viên
- Jan Smoczyński – chơi piano (2008–hiện nay)
- Robert Cichy – chơi guitar, hát (2008–hiện nay)
- Krzysztof Pacan – (2008–hiện nay)

## Đĩa nhạc
| Tên album          | Chi tiết                                            |
| ------------------ | --------------------------------------------------- |
| That's What I Like | - Phát hành: 12 tháng 9 năm 2008 - Nhãn hiệu: Kayax |
| July Stars         | - Phát hành: tháng 5 năm 2012 - Nhãn hiệu: Kayax    |

## Đề cử và giải thưởng
| Năm  | Đề cử / Tác phẩm | Giải thưởng                                    | Kết quả |
| ---- | ---------------- | ---------------------------------------------- | ------- |
| 2009 | June             | Fryderyk ở hạng mục Bản thu âm đầu tay của năm | Đề cử   |